# 桑托斯馬基納市

桑托斯馬基納市（西班牙語：Municipio Santos Marquina），是委內瑞拉的一個市，位於該國西部梅里達州，首府設於塔拜，面積980平方公里，2013年人口62,594，人口密度每平方公里63.87人。